# Dan Curtis
Dan Curtis (n. 12 august 1927, Bridgeport, Connecticut, SUA – d. 27 martie 2006, Brentwood⁠(d), California, SUA) a fost un regizor american, scriitor și producător de televiziune și film, cunoscut printre fanii filmelor horror pentru serialul Umbre întunecate (Dark Shadows, 1966 - 1971) și filme TV precum Trilogia terorii (Trilogy of Terror, 1975).
Pentru publicul larg, Curtis este cunoscut și ca regizor și producător al celor două miniserii din anii 1980 The Winds of War și War and Remembrance, bazate pe două romane ale lui Herman Wouk, care urmăresc viața a două familii americane în timpul celui de-Al Doilea Război Mondial.

## Filmografie
Filme
- House of Dark Shadows (1970)
- Night of Dark Shadows (1971)
- Bram Stoker's Dracula (1973)
- The Night Strangler (1973)
- Scream of the Wolf (1974)
- Melvin Purvis: G-Man (1974)
- The Turn of the Screw (1974)
- The Great Ice Rip-Off (1974)
- Trilogy of Terror (1975)
- The Kansas City Massacre (1975)
- Balada macabră (1976)
- When Every Day Was the Fourth of July (1978)
- The Long Days of Summer (1980)
- Intruders (1992)
- Me and the Kid (1993)
- Trilogy of Terror II (1996)
- The Love Letter (1998)
- Saving Milly (2005)
- Our Fathers (2005)

## Legături externe
- Dan Curtis la Internet Movie Database